# Domenico Cunego
Domenico Cunego, né à Vérone vers 1724-1725 et mort à Rome en 8 janvier 1803 est un graveur italien.

## Biographie
Il se forme avec un peintre à peine connu, Francesco Ferrari, et commence sa carrière comme peintre, bien qu'aucune huile sur toile de Cunego n'ait été identifiée.
À 18 ans, il se tourne vers la gravure, probablement de façon autodidacte, spécialité qui le rendra célèbre. Il s'est intéressé tout particulièrement aux textures et pour produire un rendu de la plus grande fidélité, il combine les techniques du burin et de l'eau-forte ; il est l'un des tout premiers à le faire.
Ses gravures les plus connues et influentes sont les reproductions de fresques de Michel-Ange dans la chapelle Sixtine. Ces images sont publiées dans le livre de Gavin Hamilton, Schola Italica Picturae (1773), qui devient l'une des sources les plus utiles pour les artistes de l'époque.
Il reproduit des peintures d'anciens maîtres comme Raphaël, Titien, Agostino Carracci, Le Dominiquin et Le Guerchin, ainsi que des collègues de l'époque tels qu'Antonio Balestra, Francesco Solimena et Felice Boscaratti. Il grave également des compositions d'artistes britanniques liés aux nobles qui visitent l'Italie pendant le traditionnel « Grand Tour ». Parmi eux, Gavin Hamilton, dont Cunego grave six tableaux sur l’Iliade ; David Allan, dont le tableau Origin of Portraiture (National Gallery of Scotland, Édimbourg, Royaume-Uni) est devenu célèbre grâce à la gravure de Cunego.
En 1781, Cunego fait une gravure de Le Portement de Croix de Raphaël (Musée du Prado, Madrid, Espagne). Il reproduit également un portrait de José Nicolás de Azara (es), diplomate et mécène espagnol, originellement peint par Anton Raphael Mengs.
Il bénéficie d'une célébrité internationale, ce qui lui vaut des commandes de la part de la famille royale de Prusse et le fait voyager à Londres pour produire des gravures destinées à l'imprimante Boydell.
Domenico Cunego a deux fils, Luigi et Giuseppe, qui deviennent également graveurs.

## Œuvre

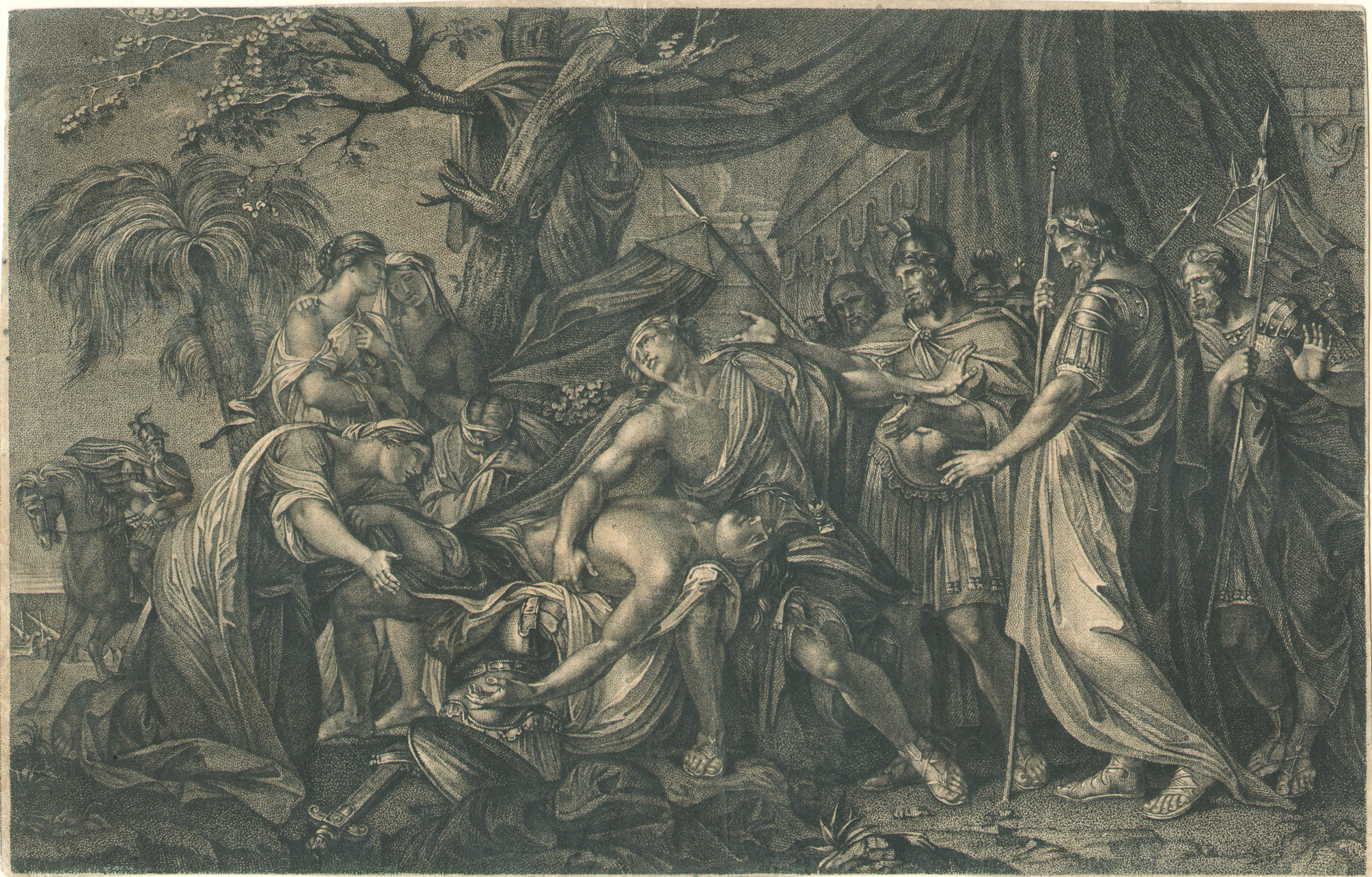
Domenico Cunego, La Mort de Patrocle, 1764, eau-forte.

### Estampes individuelles
- Illustrations pour un catalogue en trois volumes de la collection numismatique de Giacomo Muselli, en collaboration avec Dionigi Valesi[1]
- Vues de Vérone, à partir des dessins de T. Majeroni (années 1750)
- San Tomas de Villanova (1757), gravure copiée d'une peinture d'Antonio Balestra
- Certaines gravures du livre de Robert Adam, Ruins of the palace of the Emperor Diocletian at Spalato in Dalmatia (1764)
- Portrait de Clarissa Strozzi, à partir d'un tableau de Titien
- Portrait du cardinal de Bernis[2]
- Les 52 têtes de l'École d’Athènes peintes au Vatican par Raphaël, calquées par Anton Raphael Mengs puis gravées par Domenico Cunego. Étaient vendus chez Alberic Mengs au quai des Sediari près du Palais Massimi à Rome en 1797[3]

### Participation dans des publications
- (la) Del Museo capitolino, Vérone, 1741-1782 (OCLC 8460385)4 vol. avec de nombreuses gravures italiennes de la deuxième moitié du VIIIe siècle.
- (la) Aureliano Acanti, Il Roccolo Ditirambo, Vérone, 1754, 67 p. (OCLC 55720036)Plan et illustrations de Domenico Cunego.
- (la) Per Antonio Andreoni, Dittico quiriniano publicato e considerato, Vérone, 1756 (OCLC 35256987)La première gravure est signée Cunego del. et sc.
- (la) Jacopo Muselli, Antiquitatis reliquiae a marchione Jacobo Musellio collectae, tabulis incisae et brevisibus explicationibus illustratae, Vérone, 1756 (OCLC 82709493)Signatures: pi² *⁴ A-F⁴ G². Gravures de la page-titre et portrait de Frederick Christian réalisées par Domenico Cunego.
- (la) Giovanni Battista Piranesi, Antiquariorum regiae societatis Londinensis socii De Romanorum magnificentia et architectura, Rome, 1761 (OCLC 55806550)Portrait en frontispice du pape Clément XIII.
- (la) Gavin Hamilton, Schola italica picturae, sive, Selectae quaedam summorum e schola italica pictorum tabulae aere incisae, Rome, 1773 (OCLC 81040570)22 planches d'argent gravées par Domenico Cunego et Giovanni Volpato à partir de dessins de peintures de Michel-Ange et autres.

### Publication posthume
- (it) Raccolta di 50 vedute antiche, e moderne della città di Roma e sue vicinanze, Rome, Presso Piale Nege, 1827 (OCLC 9123330)Gravures de plusieurs auteurs dont Cunego.

## Élève
- Francesco Piranesi